# وينكونن (ويسكونسن)
وينكونن (بالإنجليزية: Winneconne (town), Wisconsin)‏ هي بلدة تقع في مقاطعة وينيباغو (ويسكونسن) بولاية ويسكونسن في الولايات المتحدة. تبلغ مساحتها 87.2 (كم²)، وترتفع عن سطح البحر  م، بلغ عدد سكانها 2350 نسمة في عام 2010 حسب إحصاء مكتب تعداد الولايات المتحدة .

## وصلات خارجية
- www.tn.winneconne.wi.gov
- The US50 - Cities and Towns in Wisconsin State
- Wisconsin Cities and Towns, Facts, Map, Flag, Colleges, Government, and More